# Adrama fuscoapicata
Adrama fuscoapicata är en tvåvingeart som beskrevs av Malloch 1939. Adrama fuscoapicata ingår i släktet Adrama och familjen borrflugor. Inga underarter finns listade i Catalogue of Life.